# 李文簡 (隆慶進士)
李文簡（1532年—？），字志可，號质所，福建泉州府同安縣人，軍籍，明朝政治人物。

## 生平
嘉靖三十七年（1558年）戊午科福建鄉試第六十一名舉人。隆慶二年（1568年）中式戊辰科會試第二百四十名，二甲第三十名進士。谒选，除知滁州，復除无为州，升肇庆府同知，秩满，擢南户部山西司郎中，卒于官。

## 家族
曾祖李光俊；祖父李士瀠；父李鐸，母鄭氏。永感下。兄志學。弟志周。兄文敏，弟文同。